# La Beauté sur la terre
La Beauté sur la terre est un roman de Charles-Ferdinand Ramuz publié en 1927.

## Historique
La Beauté sur la terre est un roman de Charles-Ferdinand Ramuz (1878 † 1947), édité en novembre 1927 chez Mermod, à Lausanne .

## Résumé
La beauté étrange d'une jeune fille orpheline, Juliette, arrivée de Cuba et recueillie par son oncle aubergiste dans un petit village suisse, provoque le trouble et le scandale parmi les habitants. Devant cette beauté qui subjugue et déconcerte, les hommes en viennent à exprimer leurs convoitises les plus brutales ou les plus sordides. Chassée de l'auberge, Juliette s'installe chez un vieux pêcheur mais devant la folie des hommes du village, elle décide de fuir.

## Analyse

### Juliette - un personnage allégorique
Juliette est une allégorie de la Beauté, les premiers titres entrevus pour le roman « Vénus revenue », « Vénus reparue » rapprochaient le personnage du mythe de la Vénus anadyomène. L'élément aquatique, présent lors de la naissance de Vénus, intervient dès l'incipit du livre, Juliette doit effectivement traverser l'océan Atlantique pour rejoindre son oncle. Ce personnage présente également un pouvoir d'attraction sur les personnages qui la voient danser, réduisant la distance entre eux. Cette action peut être perçue comme une image de la réunion amoureuse, qui conduit à la mise au monde, renvoyant à Vénus comme déesse de l'amour. L'acte de réunification se rapproche également de la pensée esthétique de l'auteur, puisque pour Ramuz la poésie (au sens de création) permet de réunir les hommes : « Il n'y a plus de solitude là où est la poésie ». La beauté de Juliette finit par diviser les hommes qui la convoitent, ce qui la pousse à fuir. Le constat final est pessimiste, l'idéal de réunion que caractérise Juliette ne peut s'épanouir à cause de l'égoïsme des hommes, qui veulent l'accaparer.

### Mise en avant des êtres marginaux
Dans le roman, des personnages de premier plan apparaissent comme en marge de la société. Juliette et Urbain, un accordéoniste bossu, sont étrangers : la première est née à Cuba, le second vient d'Italie. Tous deux présentent un accent ou « une drôle de langue ». D'autre part, les personnages acceptés dans le cercle de Juliette sont, pour la plupart, des personnages au bas de l'échelle sociale, comme le pêcheur Rouge et son assistant Décosterd. L'instrument du musicien lui-même, l'accordéon, est surnommé le piano du pauvre. La  difformité physique touche aussi deux de ces personnages : Urbain, un bossu, et Décosterd, le pêcheur borgne. D'après Jean Louis Pierre, l'écriture ramuzienne cherche à renverser les valeurs existantes : les figures invisibles, rejetées socialement, sont ainsi mise au premier plan, ce qui entraîne une remise en cause de l'ordre social établi.

## Éditions en français
- La Beauté sur la terre, édition de 1927 par Mermod, à Lausanne.
- La Beauté sur la terre, édition modifiée de 1928 chez Grasset, à Paris.
- La Beauté sur la terre, texte modifié de 1941 dans le quatorzième volume des Œuvres complètes aux Éditions Mermod, à Lausanne.
- La Beauté sur la terre, publié en 2006 aux Editions Plaisir de Lire, à Lausanne.

## Adaptations
- 1968 : La Beauté sur la terre, téléfilm de Pierre Cardinal.
  - http://www.ina.fr/video/CPF86615962/la-beaute-sur-la-terre-video.html
- 2001 : La Beauté sur la terre, téléfilm d'Antoine Plantevin, avec Bernard Fresson, Sabine N'Guessian et Hélène Vincent.
  - IMDB et Youtube